# Jewgienija Kołodko
Jewgienija Nikołajewna Kołodko (ros. Евгения Николаевна Колодко; ur. 22 lipca 1990 w Nieriungri) – rosyjska lekkoatletka specjalizująca się w pchnięciu kulą.
W 2009 była dziewiąta podczas mistrzostw Europy juniorów, a dwa lata później wywalczyła złoty medal mistrzostw Europy młodzieżowców oraz była finalistką mistrzostw świata. W 2012, wskutek dyskwalifikacji Nadziei Astapczuk, zdobyła srebrny medal igrzysk olimpijskich w Londynie. W 2016 r. po ponownym przebadaniu próbek Kołodko pobranych w trakcie Igrzysk w Rio de Janeiro okazało się, że Kołodko także stosowała doping. W efekcie zawodniczka została pozbawiona medalu olimpijskiego. Halowa wicemistrzyni Europy z roku 2013. W 2014 zdobyła srebro mistrzostw Europy w Zurychu. Stawała na podium mistrzostw Rosji w gronie juniorek, młodzieżowców i seniorek.
Rekord życiowy: stadion – 20,48 (6 sierpnia 2012, Londyn); hala – 19,97 (28 sierpnia 2013, Zurych).

## Osiągnięcia
| Rok  | Impreza                        | Miejsce               | Lokata          | Wynik |
| ---- | ------------------------------ | --------------------- | --------------- | ----- |
| 2009 | Mistrzostwa Europy juniorów    | Nowy Sad              | 9. miejsce      | 14,50 |
| 2011 | Zimowy puchar Europy w rzutach | Sofia                 | 2. miejsce U-23 | 17,85 |
| 2011 | Młodzieżowe mistrzostwa Europy | Ostrawa               | 1. miejsce      | 18,87 |
| 2011 | Mistrzostwa świata             | Daegu                 | 5. miejsce      | 19,78 |
| 2012 | Halowe mistrzostwa świata      | Stambuł               | 7. miejsce      | 18,57 |
| 2012 | Igrzyska olimpijskie           | Londyn                | DSQ             | 20,48 |
| 2013 | Halowe mistrzostwa Europy      | Göteborg              | 2. miejsce      | 19,04 |
| 2013 | Zimowy puchar Europy w rzutach | Castellón de la Plana | 1. miejsce      | 19,04 |
| 2013 | Mistrzostwa świata             | Moskwa                | 5. miejsce      | 19,81 |
| 2014 | Mistrzostwa Europy             | Zurych                | 2. miejsce      | 19,39 |
| 2014 | Puchar interkontynentalny      | Marrakesz             | 4. miejsce      | 18,80 |